# Уильямс (тауншип, Миннесота)
Уильямс (англ. Williams) — тауншип в округе Эйткин, Миннесота, США. На 2000 год его население составило 153 человека.

## География
По данным Бюро переписи населения США площадь тауншипа составляет 93,0 км², из которых 92,9 км² занимает суша, а 0,1 км² — вода (0,06 %).

## Демография
По данным переписи населения 2000 года здесь находились 153 человека, 67 домохозяйств и 42 семьи. Плотность населения — 1,6 чел./км². На территории тауншипа расположено 142 постройки со средней плотностью 1,5 построек на один квадратный километр. Расовый состав населения: 98,69 % белых, 0,65 % коренных американцев и 0,65 % азиатов.
Из 67 домохозяйств в 20,9 % воспитывались дети до 18 лет, в 52,2 % проживали супружеские пары, в 4,5 % проживали незамужние женщины и в 37,3 % домохозяйств проживали несемейные люди. 34,3 % домохозяйств состояли из одного человека, при том 13,4 % из — одиноких пожилых людей старше 65 лет. Средний размер домохозяйства — 2,28, а семьи — 2,90 человека.
21,6 % населения — младше 18 лет, 3,3 % — в возрасте от 18 до 24 лет, 27,5 % — от 25 до 44, 32,0 % — от 45 до 64, и 15,7 % — старше 65 лет. Средний возраст — 44 года. На каждые 100 женщин приходилось 135,4 мужчин. На каждые 100 женщин старше 18 приходилось 126,4 мужчин.
Средний годовой доход домохозяйства составлял 39 375 долларов, а средний годовой доход семьи — 50 893 доллара. Средний доход мужчин — 33 750 долларов, в то время как у женщин — 17 188. Доход на душу населения составил 20 566 долларов. За чертой бедности находились 16,3 % семей и 22,9 % всего населения тауншипа, из которых 40,9 % младше 18 лет.